# Société d'Études Ornithologiques de la Réunion
La SEOR (Société d'Études Ornithologiques de la Réunion) est une association fondée en 1997 œuvrant pour l'étude et la conservation des oiseaux indigènes et endémiques de La Réunion,,.
La SEOR est agréée « Association de Protection de l'Environnement » par la Préfecture de La Réunion depuis 2002. Elle est le représentant local officiel de la Ligue de Protection des Oiseaux (LPO) à la Réunion.
Son siège social est à Saint-André, dans le quartier de Cambuston. L'association compte une vingtaine de salariés et une cinquantaine de bénévoles actifs sur l'ensemble de l'île,.

## Historique
La SEOR a été fondée en 1997 dans le but premier de secourir les jeunes Pétrels de Barau (oiseau marin endémique de la Réunion et en danger d'extinction) trouvés échoués du fait de la pollution lumineuse lors de leur premier envol pour rejoindre l'océan au mois d'avril. Cette action de sauvetage des oiseaux découverts échoués ou en détresse par les habitants a été vite étendue à l'ensemble de l'année et aux autres espèces d'oiseaux indigènes et endémiques.
|  |  |
|  |  |

Depuis, les activités de la SEOR se sont diversifiées et vont bien au-delà de l'action de sauvetage : l'association mène également des programmes d'étude et de conservation en faveur de différents oiseaux endémiques menacés, notamment l'Echenilleur de la Réunion (Tuit-tuit), le Busard de Maillard (Papangue), le Pétrel de Barau et le Pétrel noir de Bourbon.
Elle réalise également des expertises ornithologiques et des actions d'éducation et de sensibilisation à l'environnement, et accompagne les acteurs et aménageurs du territoire pour une meilleure prise en compte des enjeux liés à l'avifaune.
|  |  |
|  |  |

## Centre de soins de la faune sauvage

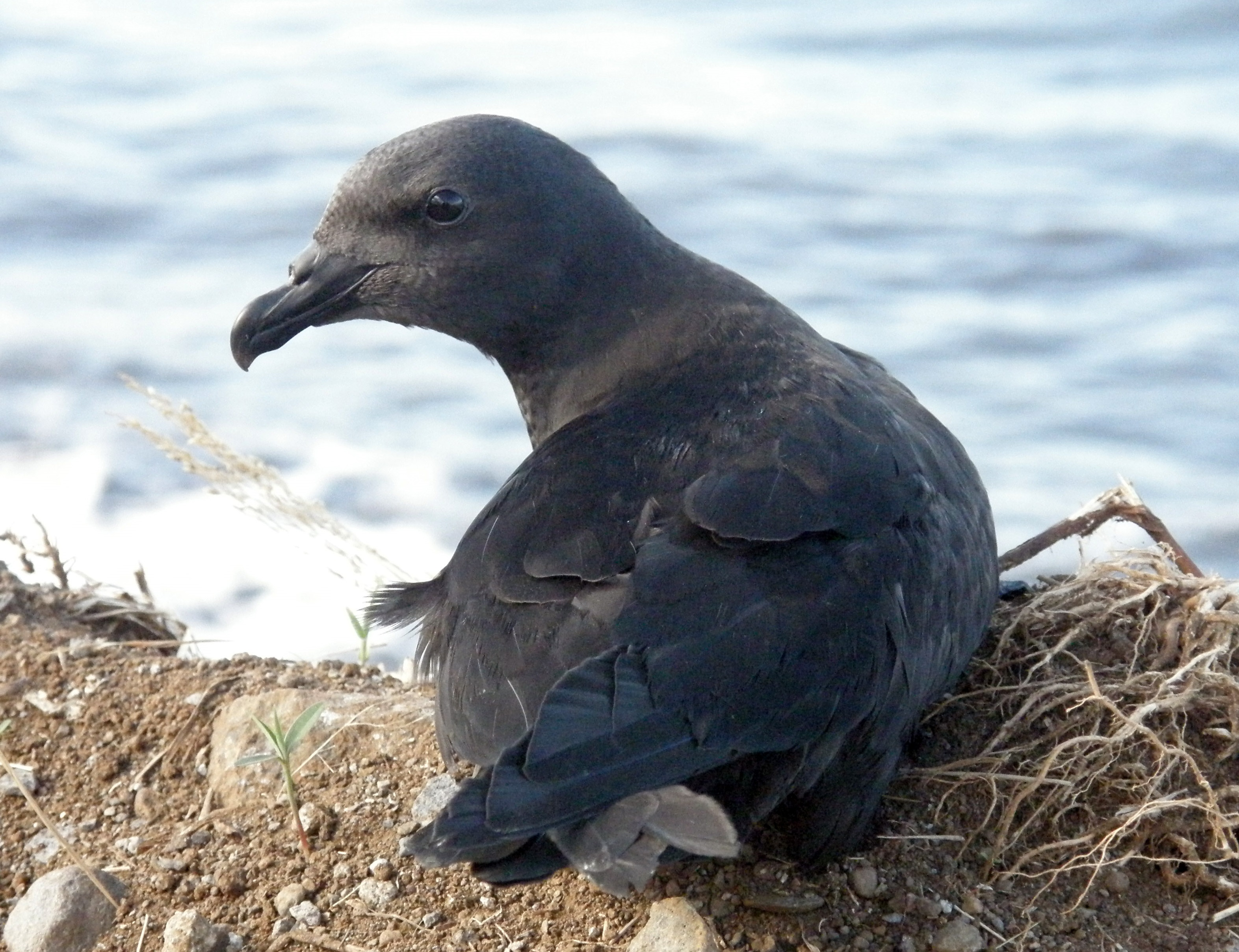
Un Pétrel noir de Bourbon, espèce endémique de la Réunion en danger critique d'extinction, retrouvé échoué du fait de la pollution lumineuse et pris en charge par la SEOR

La SEOR est dotée d'un centre de soins apte à accueillir les oiseaux sauvages indigènes et endémiques trouvés en détresse par la population sur l'ensemble de l'île, via un réseau de sauvetage composé de bénévoles et de nombreux points-relai (notamment les casernes de pompiers).
Ce centre fonctionne 7 jours sur 7 toute l'année et prend en charge plus de 3 000 oiseaux chaque année, en grande majorité des jeunes Pétrels et Puffins échoués du fait de la pollution lumineuse, mais aussi des Pailles-en-queue, des Papangues,.. En moyenne, 85 % des oiseaux pris en charge sont réhabilités avec succès et relâchés.
Depuis la création de la SEOR, plus de 50 000 oiseaux ont ainsi été réhabilité avec succès par l'association et ont pu regagner leur milieu naturel. De par son ampleur, cette action de sauvetage est considérée comme un élément essentiel du maintien des populations de certaines espèces, notamment le Pétrel de Barau, le Pétrel noir de Bourbon et le Puffin tropical ,,, toutes trois fortement impactés par la pollution lumineuse qui provoque l'échouage de milliers d'invididus sur l'île chaque année. Le maintien du réseau de sauvetage porté par la SEOR est ainsi cité comme mesure fondamentale pour leur conservation,,,, en parallèle d'une réduction significative et pérenne de la pollution lumineuse.

## Lutte contre la pollution lumineuse

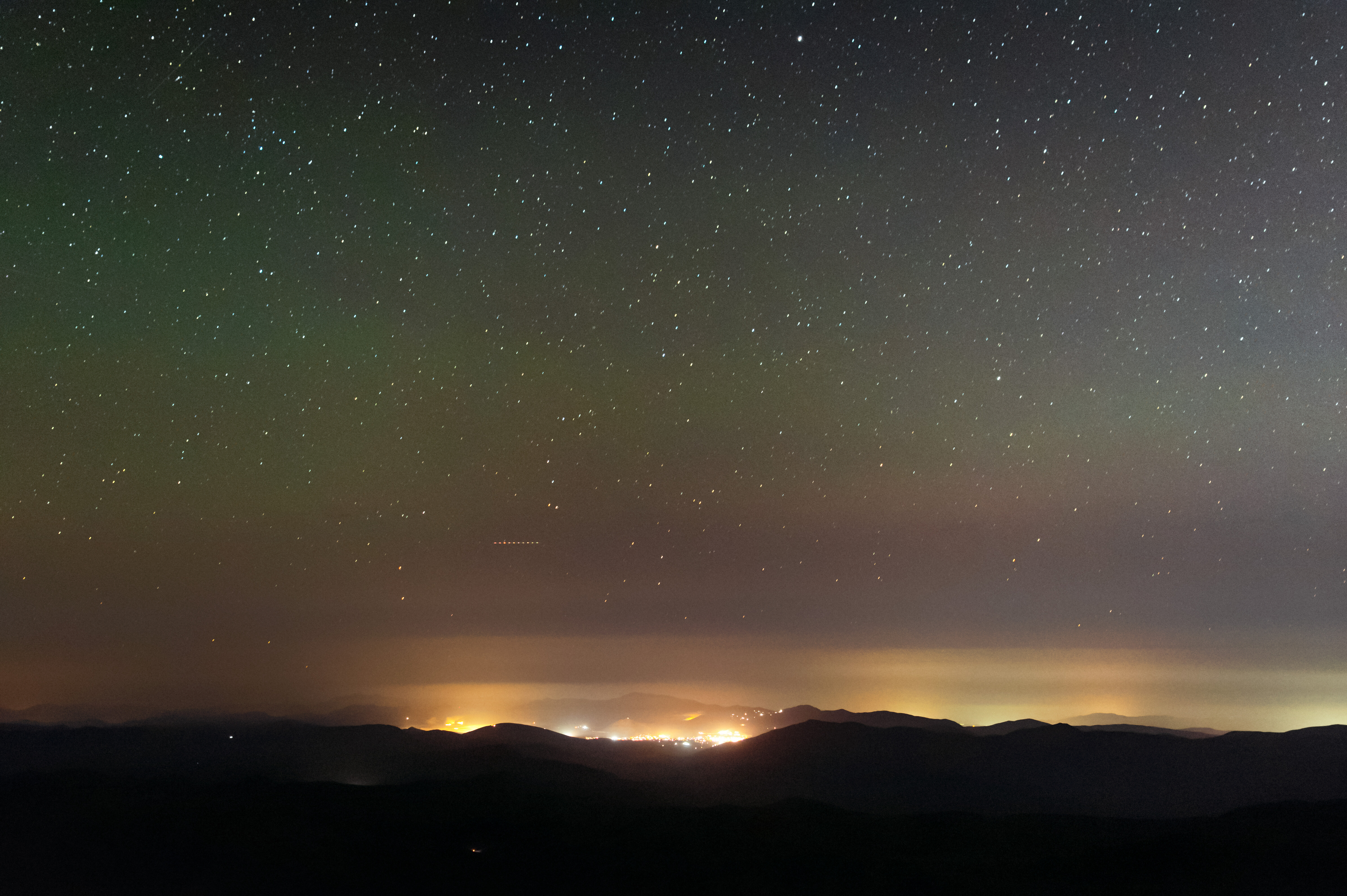
La pollution lumineuse désoriente chaque année des milliers de jeunes Pétrels et Puffins, qui tentent naturellement de gagner l'océan en suivant le reflet de la lune et des étoiles sur l'eau.

L'une des menaces majeures sur lesquelles la SEOR mène des actions est la pollution lumineuse, dont l'impact sur la biodiversité est particulièrement visible à la Réunion car elle provoque l'échouage de milliers d'oiseaux marins chaque année. 4 espèces nichant sur l'île sont concernées : le Puffin tropical, le Pétrel de Barau, le Pétrel noir de Bourbon et le Puffin du Pacifique. Leurs jeunes prennent leur premier envol de nuit pour rejoindre l'océan indien et sont désorientés par les éclairages artificiels qu'ils confondent avec le reflet de la lune sur l'eau, ce qui les pousse à s'échouer au sol, d'où ils ne peuvent se renvoler seuls et meurent donc en absence d'une action de sauvetage.
La SEOR déclare avoir pris en charge plus de 40000 Pétrels et Puffins échoués à cause de la pollution lumineuse sur l'île entre 1996 et 2021. Actuellement, entre 2 500 et 3 000 individus sont retrouvés échoués chaque année. Le nombre d'oiseaux réellement impactés est cependant forcément supérieur car seuls ceux retrouvés et signalés à la SEOR sont comptabilisés. Du fait de l'augmentation toujours constante de la pollution lumineuse, l'association s'attend à prendre en charge 87000 Pétrels et Puffins supplémentaires d'ici 2050, ce qui porterait donc le nombre d'oiseaux trouvés échoués du fait de la pollution lumineuse à la Réunion à 127000 individus entre 1996 et 2050. L'association a évalué que jusqu'à 26000 de ces échouages pourraient être évités si de réelles actions de diminution de la pollution lumineuses étaient mises en place sur l'ensemble de l'île d'ici 2050, pour retrouver à cette date le niveau de pollution lumineuse observé en 2010.
Depuis 2009, des nuits sans lumières sont organisées chaque mois d'avril pour réduire l'impact de la pollution lumineuse sur le Pétrel de Barau grâce à des actions d'extinction de l'éclairage public et sportif. Cela permet de réduire le nombre d'oiseaux trouvés échoués au cours du mois d'avril, qui est le plus concerné par ce phénomène : 1540 Pétrels de Barau ont par exemple été pris en charge en avril 2021.
Des échouages ont cependant lieu toute l'année, notamment pour le Puffin tropical dont l'envol des jeunes connait un pic entre novembre et février, ou encore le Pétrel noir de Bourbon qui est présent sur l'île d'août à mars. La pollution lumineuse se doit donc d'être réduite toute l'année et non seulement en avril. La SEOR accompagne pour cela de nombreux acteurs publics et privés pour optimiser leurs éclairages et réduire leur impact sur la biodiversité, et a élaboré une charte de l'éclairage durable avec d'autres associations et acteurs de l'environnement à la Réunion.

## Conservation de l'Echenilleur de la Réunion (Tuit-tuit)

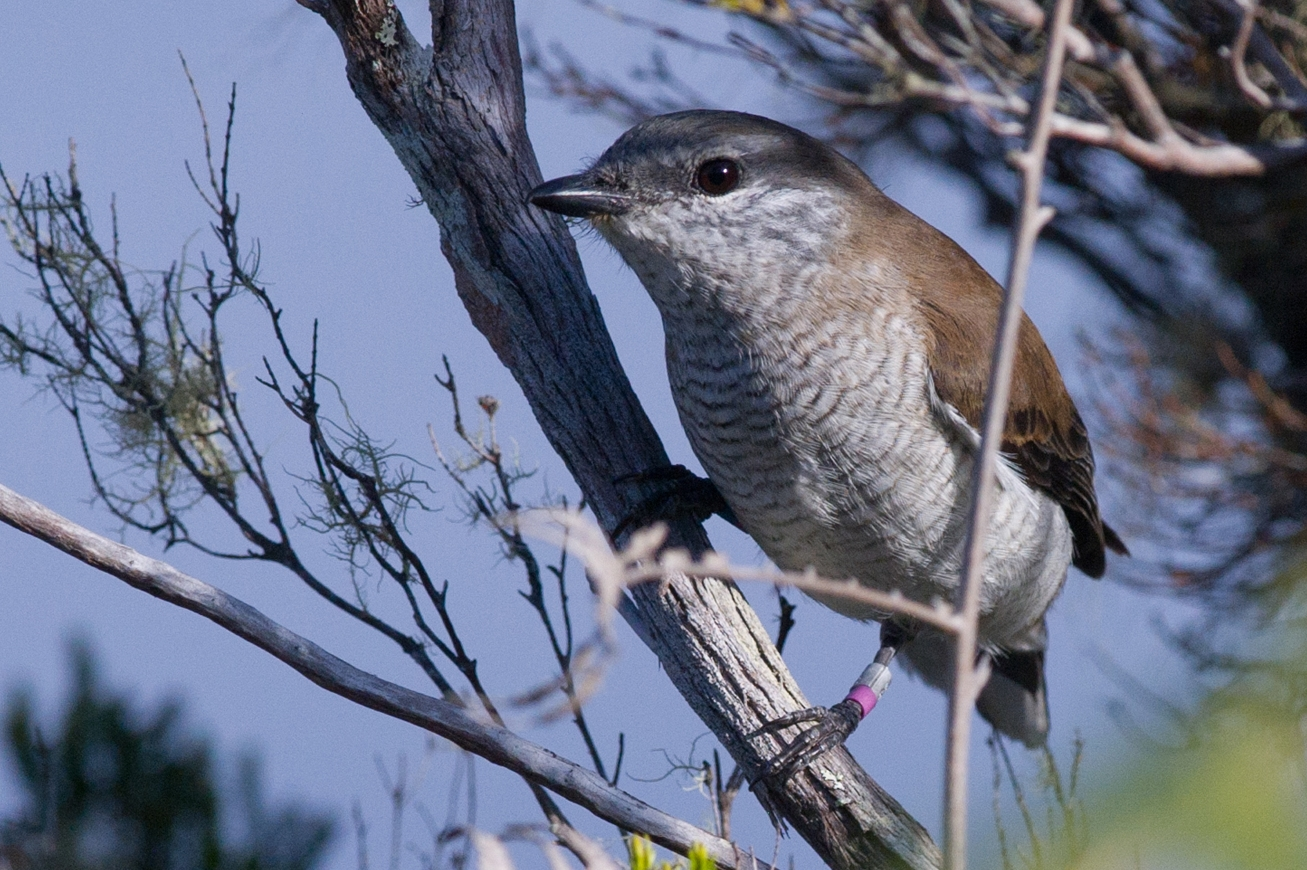
Femelle Tuit-tuit adulte

Passereau insectivore endémique autrefois abondant sur l'île, le Tuit-tuit ne subsiste plus maintenant que sur massif de la Roche Ecrite, dans les hauts de Saint-Denis. Ses populations sont aujourd'hui réparties sur un habitat très localisé, d’une surface de 19 kilomètres carrés. Il est classé "en danger critique d'extinction" par l'UICN et est considéré comme l'un des oiseaux les plus rares au monde,.
La principale menace pesant sur cette espèce et ayant mené à son déclin est la prédation par les rats, introduits par l'Homme à La Réunion. Les rats consomment les œufs, les poussins mais également les femelles adultes en couvaison, ce qui a un impact extrêmement fort sur les populations. En 2003, date à laquelle la SEOR a lancé ses actions de suivi et de conservation de l'espèce, le Tuit-tuit était au bord de l'extinction avec seulement 7 couples recensés. Des actions répétées de dératisation sur les différents territoires occupés par l'espèce ont permis de multiplier sa population connue par 8 en 20 ans : en 2022, une cinquantaine de couples étaient recensés. Ces actions de dératisation sont menées depuis 2016 sous forme de chantiers participatifs, permettant à la population réunionnaise de s'impliquer directement dans la conservation de l'espèce.